# Gustave Morin
Pour les articles homonymes, voir Morin.
Gustave François Morin, né le 18 avril 1809 à Rouen et mort le 15 février 1886 à Rouen, est un peintre français, spécialiste de scènes de genre et d'histoire.

## Biographie
Gustave Morin est l’élève de Léon Cogniet. Il expose au Salon de Paris de 1833 à 1869. À la mort de Eustache-Hyacinthe Langlois, il devient directeur de l'académie de dessin et de peinture de Rouen. 
Il demeure rue Poussin à Rouen. Il est fait chevalier de la Légion d'honneur, sous le Second Empire en 1863.
En 1865, il succède à Joseph-Désiré Court comme conservateur du musée de Rouen. En 1879, la paralysie le force à démissionner de ses fonctions. Edmond Lebel lui succédera.
Ses obsèques sont célébrées dans l'église Saint-Joseph de Rouen par l'abbé Loth et il  est inhumé au cimetière monumental de Rouen.
Gustave Morin est le père de la miniaturiste Eugénie Morin (1836-1871).

## Œuvres dans les collections publiques
- Caen, musée des beaux-arts : Portrait d'Étienne Mélingue dans La Tour de Nesle, vers 1832-1833, pastel sur papier ;
- Rouen, musée des beaux-arts : L'Arioste lisant à ses amis des fragments de son Roland furieux, huile sur toile.

## Élèves
- Joseph Désiré Aubert (1824-1871)
- Édouard Daliphard (1833-1877)
- Auguste Carliez (1838-1910)
- Albert Lebourg (1849-1928)
- Charles Angrand (1854-1926)

## Distinctions
- Chevalier de la Légion d'honneur (décret du 14 août 1863)